# جاشوا ریفکین
جاشوا ریفکین (انگلیسی: Joshua Rifkin؛ زادهٔ ۲۲ آوریل ۱۹۴۴) موسیقی‌دان، موسیقی‌شناس، رهبر ارکستر، نوازنده سازهای شستی‌دار و آهنگساز اهل ایالات متحده آمریکا است. وی در حال حاضر استاد رشتهٔ موسیقی در دانشگاه بوستون است.
به‌عنوان نوازنده، او آثاری را با سیلوستره ربوئلتاس منتشر کرده و به‌عنوان یک پژوهشگر، مقالاتی دربارهٔ آهنگسازان - از رنسانس تا قرن ۲۰ - منتشر کرده‌است. شهرت او در میان نوازندگان کلاسیک و علاقه مندان موسیقی به واسطهٔ این نظریه مشهور و اثرگذار است که بیشتر آثار کرال باخ تنها با یک خواننده تک‌خوان در هر گروه کر خوانده می‌شد. او ثابت کرد انجیل به روایت متی نخستین بار در آدینه نیک ۱۷۲۷ میلادی (و نه ۱۷۲۹) اجرا شد. او دانش‌آموختهٔ رشته موسیقی در مدرسه جولیارد و از شاگردان وینسنت پرسیکتی در آنجا بود. سپس تحصیلات خود را در دانشگاه نیویورک، دانشگاه گوتینگن و دانشگاه پرینستون ادامه داد و در پرینستون از شاگردان میلتون بابیت بود. او همچنین با کارل هاینز اشتوکهاوزن در دارمشتات همکاری داشت.
او استاد رشتهٔ موسیقی در دانشگاه برندایس، دانشگاه هاروارد و دانشگاه ییل بوده و پژوهش‌هایی در زمینه آثار و موسیقی یوهان سباستیان باخ، ژوسکن د پره، هاینریش شوتس و آنتون وبرن انجام داده‌است.